# Neolitsea amabilis
Neolitsea amabilis är en lagerväxtart som beskrevs av Airy-shaw. Neolitsea amabilis ingår i släktet Neolitsea och familjen lagerväxter. Inga underarter finns listade i Catalogue of Life.